# Кэрконлиш
Кэрконлиш (Кахерконлиш; англ. Caherconlish; ирл. Cathair Chinn Lis) — деревня в Ирландии, находится в графстве Лимерик (провинция Манстер).

## Демография
Население — 700 человек (по переписи 2006 года). В 2002 году население составляло 616 человек.
Данные переписи 2006 года:
| Общие демографические показатели |               |                               |                               |      |      |
| Всё население                    | Всё население | Изменения населения 2002—2006 | Изменения населения 2002—2006 | 2006 | 2006 |
| 2002                             | 2006          | чел.                          | %                             | муж. | жен. |
| 616                              | 700           | 84                            | 13,6                          | 320  | 380  |